# برايان باترورث
برايان باترورث (بالإنجليزية: Brian Butterworth)‏ هو عالم نفس بريطاني، ولد في 3 يناير 1944.